# No Excuses
«No Excuses» (estilizado en mayúsculas) es una canción de la cantante y compositora estadounidense Meghan Trainor. Trainor coescribió la canción junto a Jacob Kasher Hindlin y Andrew Wells, quien se encargó de la producción de la canción. Epic Records la lanzó el 1 de marzo de 2018 como el primer sencillo del tercer próximo álbum de estudio de Trainor, Treat Myself. «No Excuses» fue anunciada en febrero de 2018 junto a su portada oficial como sencillo. «No Excuses» es una canción pop con influencias de country. Contiene letras que habla sobre el sexismo. La crítica notó que  la canción retoma el sonido del álbum Title (2014), de Trainor.
«No Excuses» debutó en la posición número 46 de la lista Billboard Hot 100 en Estados Unidos. Se posicionó en el Top 40 de países como Letonia, Slovakia, Hungría y Escocia. El video que acompaña a la canción fue dirigido por Colin Tilley y fue lanzado también el 1 de marzo de 2018. Este continente efectos visuales en donde Trainor aparece vestida con atuendos inspirados en los 80's, en un colorido fondo de color pastel. Ella presentó en vivo «No Excuses» en diferentes shows, incluyendo The Ellen DeGeneres Show, The Tonight Show Starring Jimmy Fallon, Sport Relief, Sounds Like Friday Night y The Today Show.

## Recepción

### Comercial
La canción obtuvo su puesto más alto en Nueva Zelanda, debutó en el número 4 de la lista Heatseekers, a su vez debutó en el número 6 en Suecia. 
En Estados Unidos obtuvo el puesto número 46 del Billboard Hot 100, convirtiéndose en su máxima posición dentro del listado, al igual que logró posicionarse en el número 10 del Adult Top 40. En España, debutó en el puesto número 39 de la lista Los 40, donde escaló a la posición 38 y una semana después desapareció, luego re-ingresó al puesto número 29 del listado, siendo esta la posición más alta de la canción en dicho conteo.

## Video musical
El mismo día de estreno de la canción fue lanzado un video musical dirigido por Tim Colley. En él se puede ver a Trainor realizando una coreografía pegadiza junto a unas dobles de ella.
Actualmente el video cuenta con más de 90 millones de visitas en la plataforma de YouTube. Este vídeo es muy diferente a los vídeos anteriores de Trainor, no solo por su cambio físico, si no por el escenario y la coreografía.[cita requerida]

## Presentaciones en vivo
El 2 de marzo de 2018, Trainor se presentó en el Ellen DeGeneres Show e interpretó la canción por primera vez. El 5 de marzo se presentó también en The Tonight Show Starring Jimmy Fallon.

## Posicionamiento en listas
| Listas (2018)                          | Mejor posición |
| -------------------------------------- | -------------- |
| Argentina Anglo (Monitor Latino)       | 17             |
| Australia (ARIA)                       | 60             |
| Canadá (Canadian Hot 100)              | 49             |
| Canadá CHR/Top 40 (Billboard)          | 24             |
| Croacia ARC Top 100 (HRT)              | 20             |
| Ecuador (National-Report)              | 69             |
| Estados Unidos (Billboard Hot 100)     | 46             |
| Estados Unidos (Adult Contemporary)    | 17             |
| Estados Unidos (Adult Top 40)          | 10             |
| Escocia (Scottish Singles Sales Chart) | 26             |
| Eslovaquia (Singles Digitál Top 100)   | 20             |
| Eslovenia (SloTop50)                   | 45             |
| Hungría (Rádiós Top 40)                | 37             |
| Hungría (Single Top 40)                | 21             |
| Japón Hot Overseas (Billboard)         | 18             |
| Letonia (Latvijas Top 40)              | 13             |
| Nueva Zelanda Heatseekers (RMNZ)       | 4              |
| Reino Unido (UK Singles Chart)         | 70             |
| República Checa (Rádio Top 100)        | 77             |
| Suecia Heatseeker (Sverigetopplistan)  | 6              |
| Suiza (Schweizer Hitparade)            | 73             |

## Historial de lanzamiento
| Región         | Fecha              | Formato                  | Discográfica | Ref.   |
| -------------- | ------------------ | ------------------------ | ------------ | ------ |
|                | 1 de marzo de 2018 | Descarga digital         | Epic Records | [ 26 ] |
| Estados Unidos | 5 de marzo de 2018 | Adult contemporary radio | Epic Records | [ 27 ] |
| Estados Unidos | 6 de marzo de 2018 | Contemporary hit radio   | Epic Records | [ 28 ] |